# Tenuipalpus molinai
Tenuipalpus molinai är en spindeldjursart som beskrevs av Evans 1993. Tenuipalpus molinai ingår i släktet Tenuipalpus och familjen Tenuipalpidae. Inga underarter finns listade i Catalogue of Life.